# Los Carriones
Los Carriones es una localidad y pedanía española perteneciente al municipio de Castilléjar, en la provincia de Granada, comunidad autónoma de Andalucía. Está situada en el extremo meridional de la comarca de Huéscar. Cerca de esta localidad se encuentran los núcleos de Los Olivos, El Cura y San Marcos.
Está distribuida a lo largo de la vega del río Guardal, al sur del municipio castillejarano, limitando con el término municipal de Benamaurel. No constituye un núcleo urbano compacto, sino que la forman varias barriadas —en su mayoría de casas cueva— como Barranco de la Ermita, Cerro Pelao y Barranco Oscuro.

## Demografía
Según el Instituto Nacional de Estadística de España, en el año 2022 Los Carriones contaba con 193 habitantes censados, lo que representa el 14,71% de la población total del municipio.

## Cultura

### Fiestas
Los Carriones celebra sus fiestas patronales siempre el 14 y 15 de agosto en honor a la Virgen de Lourdes.